# Albæk (parochie, Frederikshavn)
Albæk was tot 2010 een parochie van de Deense Volkskerk in de Deense gemeente Frederikshavn. De parochie maakte deel uit van het bisdom Aalborg en telde 1864 kerkleden op een bevolking van 1966 (2005). Historisch hoorde de parochie tot de herred Dronninglund. In 1970 werd de parochie ingedeeld in de nieuwe gemeente Sæby, die in 2007 opging in de vergrote gemeente Frederikshavn.
Albæk fuseerde in 2010 met Lyngsaa Kirkedistrikt tot de nieuwe parochie Albæk-Lyngsaa. 

Abildgård · Albæk · Åsted · Bangsbostrand · Elling · Flade · Frederikshavn · Gærum · Hørby · Hulsig · Jerup · Karup · Kvissel · Lyngsaa · Østervrå · Råbjerg · Sæby · Skærum · Skæve · Skagen · Torslev · Understed · Volstrup